# Essai au bleu de méthylène
L’essai au bleu de méthylène, également appelé « essai au bleu », est un essai utilisé en géotechnique pour déterminer la propreté d'un sable, d'un granulat et plus généralement d’un sol, et les différents types d'argiles qu'il contient. Le bleu de méthylène est en effet adsorbé préférentiellement par les argiles du type montmorillonites (argiles gonflantes) et les matières organiques. Les autres argiles (Illites et Kaolinites) sont peu sensibles au bleu.
L'essai consiste à mesurer la quantité de colorant (bleu de méthylène) fixée par 100 g de la fraction granulaire analysée

Essai au bleu de méthylène - Vue du papier filtre et des tâches auréolées

## Propriété
Lorsque l’on frotte des granulats non lavés dans la main (du sable ou des gravillons), on peut constater des traces de poussière sur les doigts. Il s’agit de particules argileuses de petites dimensions. Celles-ci sont susceptibles d’être nuisibles à la qualité du mélange ou de la pâte que l‘on veut obtenir à partir du granulat, comme du béton ou un mélange bitumineux. D’autres particules peuvent également avoir ce même effet néfaste, comme des scories, du charbon, des particules de bois, des feuilles mortes ou des fragments de racines.
Dans le domaine du béton, ces particules perturbent l’hydratation du ciment et entraînent des défauts d’adhérence entre les granulats et la pâte.
Dans les mélanges bitumineux, comme les enrobés bitumineux ou les enduits superficiels, un défaut de propreté peut conduire également à une perte d’adhérence du granulat avec le liant et donc à un désenrobage.
La propreté des sables est évaluée par deux essais complémentaires. L’équivalent de sable (codé SE sur le plan européen) et l’essai au bleu de méthylène (codé MB). Tant que cet essai donne de bons résultats (SE > 60) c’est que le sable est propre. Si le résultat est mauvais, cela peut être dû au piégeage accidentel de fines inertes (calcite, quartz) dans le floculant ou à la présence d’un excès d’argiles. Pour le savoir on effectue alors, et seulement si le résultat de l’équivalent de sable est mauvais, un essai dit au bleu fondé sur l’adsorption de bleu de méthylène qui ne se fixe que sur certaines argiles.

## Principe
L'essai au bleu de méthylène est pratiqué sur la fraction granulaire 0/2mm des sables courants ou sur les fillers (0 / 0,125 mm) contenus dans un sable fillerisé, un gravillon ou un tout venant. II a pour but de révéler la présence de fines de nature argileuse et d'en déterminer la concentration.
On appelle valeur de bleu VB d'un sable (MB dans la norme européenne), la quantité en grammes de bleu de méthylène adsorbée par 1 kg de fraction 0/2mm du sable.
On appelle valeur de bleu des fillers VBF la quantité en grammes de bleu de méthylène adsorbée par 1 kg de fraction 0 / 0,125 mm d'un granulat (fillers, sable fillerisé, tout venant gravillon).
On appelle valeur de bleu sols VBS la quantité en grammes de bleu de méthylène adsorbée par 100 g de fraction 0/50mm d'un sol. Pour cet essai on travaille sur la fraction 0/5mm du matériau.
Une solution de bleu de méthylène est ajoutée progressivement par doses successives à une suspension de l’échantillon de granulats dans l'eau. L'adsorption de la solution colorée par l’échantillon est vérifiée après chaque ajout de solution en effectuant un test à la tache sur du papier filtre pour déceler la présence de colorant libre.
Lorsque la présence de colorant libre est confirmée, la valeur de bleu de méthylène (MB ou MBF) est calculée et exprimée en grammes de colorant adsorbé par kg de la fraction granulaire testée.

## Réactifs
Que l’essai soit réalisé sur un sable, un gravillon ou un sol, les réactifs utilisés sont : une solution colorée de bleu de méthylène à 10 g/l, de l’eau déminéralisée ou distillée et de la kaolinite, de valeur de bleu de méthylène connue (MBK).

## Appareillage
L’appareillage à utiliser est le suivant : une burette, du papier-filtre, une tige de verre, un  agitateur à ailettes, capable de vitesses de rotation contrôlées variables pouvant atteindre 600 tr/min avec 3 ou 4 ailettes de 75 mm de diamètre, une balance, un chronomètre, un tamis, avec des ouvertures de 2 mm, un bécher d'une capacité d'environ 1 l à 2 l, une fiole d'une capacité de 1 l, une étuve ventilée, un thermomètre, une spatule, un dessiccateur.
Un autre appareil permet, de façon automatique de déterminer la valeur de bleu de façon plus fiable et répétitive car indépendante de l’interprétation humaine. Il utilise la méthode turbidimétrique et la mesure se fait par un colorimètre. Cet appareil permet d’analyser les sables sur la fraction granulaire 0/4mm ainsi que sur les fillers ou les sols.

## Mode opératoire pour un sable ou un gravillon

### Préparation
Un échantillon de granulat est préparé de telle sorte qu’il contienne au moins 200 g de la fraction 0/2mm. Il est séché à 110 °C, refroidi à la température ambiante, puis passé au tamis de 2 mm et toutes les particules retenues au tamis de 2 sont éliminées. L’échantillon résiduel est ensuite pesé (en grammes) (M1).
Pour préparer la suspension, il convient de verser 500 ml d'eau distillée ou d'eau déminéralisée dans le bécher et ajouter l’échantillon séché en remuant bien avec la spatule.

### Exécution de l'essai
Appareillage 1:
Agiter la solution à la vitesse de 600 tr/min pendant 5 min, puis agiter continuellement à 400 tr/min pendant la poursuite de l'essai.
Après chaque injection de colorant à l’aide de la burette (5ml toutes les minutes), le test à la tache consiste à prélever à l'aide de la tige de verre une goutte de la suspension et de la déposer sur le papier filtre disposé au fond du bécher. La tache qui se forme est composée d'un dépôt central de matériau, en général d'une couleur bleu foncé, entouré d'une zone humide incolore).
La quantité de suspension prélevée par la goutte doit permettre d'obtenir un dépôt dont le diamètre est compris entre 8 mm et 12 mm. Le test est considéré comme positif si, dans la zone humide, une auréole bleu clair persistante d'environ 1 mm apparaît autour du dépôt central. Le point final doit être confirmé en répétant le test à la tache toutes les minutes pendant 5 min sans ajout de solution de colorant.
Appareillage 2 :
Après avoir préparé l’échantillon, le cycle se déroule en 3 étapes :
-	nettoyage du circuit de circulation et étalonnage
-	installation du bécher sous l’agitateur et pose du support tuyaux et introduction de la masse de l’échantillon
-	lancement du cycle d’essai.
L’essai est alors automatique et s’arrêtera lorsque l’argile sera saturée.

### Mesures et résultats
Appareillage 1 :
La valeur de bleu de méthylène, MB, exprimée en grammes de colorant par kilogramme de fraction 0/2mm est obtenue à l'aide de l'équation suivante :
{\displaystyle MB=10.{\frac {V_{1}}{M_{1}}}}
où M1 est la masse de l’échantillon, en grammes, et V1 est le volume total de solution de colorant injectée, en millilitres.
Appareillage 2 :
En fin de cycle l’appareil affiche le volume de bleu introduit dans la solution. Dans le cas des sables, le calcul de la MB est identique et automatique, l’appareil affiche le volume de bleu introduit et la MB.

### Préconisations
Plus la valeur au bleu est élevée, moins le sable est propre. Les préconisations sont variables selon l’usage des sables ou gravillons et selon les pays.  En Belgique, trois niveaux de propreté sont définis :
| Code                       | a        | b              | c        |
| -------------------------- | -------- | -------------- | -------- |
| Limites des valeurs de MB  | MB ≤ 1,5 | 1,5 ≤ MB ≤ 2,5 | MB > 2,5 |
| Limites des valeurs de MBF | MBF ≤ 10 | 10 ≤ MBF ≤ 25  | MBF >25  |
| Limites des valeurs de SE  | SE ≥ 60  | SE ≥ 50        | SE ≥ 40  |

Six catégories de qualité des fines sont définies :
| Valeur de bleu de méthylène | Catégorie MBF |
| --------------------------- | ------------- |
| ≤ 10                        | MBF 10        |
| ≤ 15                        | MBF 15        |
| ≤ 20                        | MBF 20        |
| ≤ 25                        | MBF 25        |
| ≥ 25                        | MBF déclaré   |
| Pas d’exigence              | MBF NB        |

Pour les granulats employés en construction routière, la valeur au bleu de méthylène (MB) doit être inférieure à 2,5 g de fine par kg (les fines étant comprises entre 0 et 2 mm),

## Mode opératoire pour un sol
En France le mode opératoire est défini par la norme NFP 94-068. Il est similaire à celui de la norme européenne relative aux sables ou gravillons.

### Préparation
La fraction 0/5 de l’échantillon de sol à examiner est séparée par tamisage et si nécessaire par lavage. La proportion en poids de la fraction 0/5 est alors calculée.
Une masse humide de sol est préparée, de poids compris entre 30 et 60 g pour un sol argileux et entre 60 et 120 g pour un sol peu argileux.

### Exécution de l'essai
500 ml d'eau déminéralisée ou distillée sont ajoutés à l’échantillon dans un récipient de 3 litres. La solution est agitée à l'aide de l'agitateur à ailettes à une vitesse de 700 tr/min pendant au minimum 5 min, puis de manière permanente à 400 tr/min. 5 ml de solution de bleu de méthylène sont ensuite ajoutés à l'aide de la burette et, au bout de 1 minute, le test de la tache est effectué sur papier filtre de la manière suivante : 
- prélever à l'aide de la baguette de verre une goutte de suspension que l'on dépose sur le papier filtre,
- observer la tache formée qui se compose d'un dépôt central de matériau, coloré d’un bleu sombre, entouré d'une zone humide incolore
- la goutte prélevée doit être telle que le diamètre du dépôt soit compris entre 8 et 12 mm

Le test est dit positif si, dans la zone humide, apparaît autour du dépôt central auréole bleu clair persistante. Il est dit négatif si l'auréole est incolore : il faut alors rajouter Wul de solution de bleu de méthylène :
Lorsque le test est positif laisser s'opérer l'adsorption du bleu, qui n'est pas instantanée en effectuant des tests de minute en minute sans ajout de solution
Si l'auréole bleu clair disparaît à la cinquième minute, procéder à de nouvelles injections de solution de bleu de 2 ml. Chaque addition est suivie de tests effectués de minute en minute. L'opération est renouvelée jusqu'à ce que le test demeure positif pendant cinq minutes consécutives, le dosage est alors terminé :
Le volume de solution de bleu de méthylène adsorbé est alors noté.

### Résultats
La quantité de bleu de méthylène VBS est la quantité exprimée en grammes de bleu de méthylène adsorbée pour 100 g de fines.
Il s’agit d’une mesure indirecte de la surface spécifique des fillers qui permet de détecter et de mesurer la pollution par les argiles dont la nocivité dépend de la dimension. On obtient des valeurs de VB de l'ordre de 30 pour une montmorillonite, de 5 pour une illite et de 2 pour une kaolinite.

### Préconisations
D’après le Guide des Terrassements Routiers (GTR 92), six catégories de sols sont définies en France selon la valeur de VBS :
| Valeur de bleu de méthylène (VBS) | Catégorie de sol                     |
| --------------------------------- | ------------------------------------ |
| VBS < 0,1                         | sol insensible à l’eau               |
| 0,2 ≤ VBS < 1,5                   | sol sablo limoneux, sensible à l'eau |
| 1,5 ≤ VBS < 2,5                   | sol sablo argileux, peu plastiques   |
| 2,5 ≤ VBS < 6                     | sol limoneux de plasticité moyenne.  |
| 6 ≤ VBS < 8                       | sol argileux.                        |
| VBS > 8                           | sol très argileux.                   |